# Julian Fontana
Julian Fontana (ur. 31 lipca 1810 w Warszawie, zm. 23 grudnia 1869 w Paryżu) – polski pianista, kompozytor i tłumacz, przyjaciel i kopista Fryderyka Chopina.

## Życiorys
Był synem Jana Fontany, pochodzącego z Italii, i Julii z Petzoldów (1784–1847). Uczęszczał do Liceum Warszawskiego, a następnie do konserwatorium warszawskiego, w którym był uczniem Józefa Elsnera. Od 1828 studiował na Wydziale Prawa i Administracji Uniwersytetu Warszawskiego, wziął udział w powstaniu listopadowym. Jako emigrant osiadł w Paryżu. W roku 1841 wyjechał do Ameryki szukać lepszego zarobku jako pianista. Koncertował w Nowym Jorku i Hawanie z włoskim skrzypkiem Camillo Sivorim, uczniem Paganiniego. Ożenił się z Kubanką francuskiego pochodzenia, Camilą Dalcour. W 1847 powrócił do Europy. Zamieszkał pod Paryżem w Montgeron. Pisał utwory „salonowe”: caprices, rêveries, nokturny, romanse, mazurki. Pod koniec życia załamał się psychicznie z powodu śmierci żony (1855), problemów prawnych dotyczących opieki nad dziećmi, pogarszającej się sytuacji materialnej i utraty słuchu. Popełnił samobójstwo, trując się czadem. Wbrew swojej woli został pochowany na Cmentarzu Montmartre w Paryżu.
W latach 1855–1859, po śmierci Chopina (1849), wbrew woli kompozytora wydał wiele jego utworów (op. 66–74), m.in. Fantaisie-Impromptu cis-moll op. 66 i pieśni (w tym Życzenie). Za życia Chopina, do czasu swego wyjazdu do Ameryki, przez pewien czas dał się poznać słynnemu kompozytorowi jako jego wierny agent i kopista rękopisów. Oddawał tym wielką przysługę Chopinowi, który stale pragnął pozbyć się tego przykrego obowiązku zajmowania się tak przyziemnymi sprawami jak kontakty z wydawcami. Zwłaszcza podczas jego pobytu na Majorce z George Sand, Fontana okazał się nieocenionym agentem jego spraw, któremu Chopin stale wysyłał nowe polecenia.
Był członkiem honorowym Poznańskiego Towarzystwa Przyjaciół Nauk.